# Näshults kyrka
Näshults kyrka ligger i Näshult i Vetlanda kommun. Den är församlingskyrka i Nye, Näshult och Stenberga församling i Växjö stift.

## Kyrkobyggnaden
Kyrkan har haft en tidigare medeltida föregångare. Det var en byggnad uppförd i timmer. Åldern är okänd. Kvar från den medeltida kyrkan finns den murade sakristian.1729 konstaterades att den gamla kyrkan var i ett mycket dåligt skick eller "mycket bofällig". En inspektion konstaterade att väggarna lutade och taket var ruttet.En takryttare hade blåst ned ca 40 år tidigare och orsakat avsevärda skador. Vidare saknade kyrkan stenfot och norra sidan stod utan spån sedan lång tid till följd av bristande ekonomi. 1732 ersattes medeltidskyrkan av ett nybygge. Byggmästare var Johan Sandahl från Eksjö som även byggt en liknande kyrka i Frödinge.Drivande kraft bakom bygget var kapten Lars Fixenhielm, på Kullebo. Kyrkan blev byggd i timmer och är en av tre bevarade småländska kyrkor med skeppsformig plan. En liknande timmerkyrka förutom Näshult och Frödinge kyrkor är Kråksmåla kyrka.Eventuellt sparades vid uppförandet altarväggen från den gamla kyrkan. 
Kyrkan invigdes av biskop Gustaf Adolf Humble den 15 maj 1735. 
Kyrkan består av ett långhus med utkragningar i norr och söder och avslutas med ett kor i öster.I väster och mitt på södra utkragningen ansluter vapenhus och vid korets södra sida en öppen förstuga och vid dess norra sida den medeltida sakristian. Timmerväggarna är klädda med sågad, rödfärgad spån. Taket utgörs av ett brant sadeltak täckt med tjärad spån. Kyrkorummet har tre ingångar, i väster och söder genom de båda vapenhusen och en i korets sydvägg. 
En fristående klockstapel av trä torde vara uppförd 1742 och kläddes in med brädor 1829. I stapeln hänger tre klockor, där lillklockan härstammar från medeltiden, troligen omkring 1400.

## Interiör
- Kyrkorummet är genom sin inredning och dekor präglad av barockens stilideal.Innertaket består av ett platt trätak som är dekorerat 1765 av Magnus Wicander från Västervik. Dekormålningarna utgörs av figurframställningar omkransade av molnskyar. Målningen i koret har som motiv Kristi himmelsfärd, i kyrkorummets mitt: Kristi förklaring och ovanför läktaren: Kristus i Getsemane. Kring dessa små molnskyar men basunblåsande änglar och symboler för Tron, Hoppet och Kärleken. [1]
- Det som drar blickarna till sig är det praktfulla altarskåpet i koret. Enligt traditionen är altarskåpet en gåva av en av Karl XII:s karoliner kapten Lars Fixenhielm på Kullebo och hemfördes som krigsbyte från Polen. Det är ett sengotiskt arbete daterat till 1400-talet och tillskrivs troligen Bernt Notkes verkstad i Lübeck. Skåpet som är tredelat skildrar i mittstycket Erik den helige, Kristus som smärtoman och den heliga Katarina av Alexandria. Flyglarna pryds av apostlar och helgon. Altarskåpet omramas av draperimålningar på korväggen utförda av Sven Segervall,Växjö. [1]
- Det väggfasta altaret och det femsidiga altarskranket är från kyrkans byggnadstid. På vardera sida om skranket intill korväggen står två medeltida processionsstavar. I koret i jämnhöjd med altaret befinner sig även en biskopsbänk och en kyrkoherdebänk.
- Den rikt skulpterade predikstolen med ljudtak är ursprungligen ett renässansarbete från 1600-talet. Men 1736 erhöll den en rik skulptural barockdräkt utförd av bildhuggare Sven Segervall. Den fyrsidiga korgen är bl.a. försedd med skulpturer av evangelisterna med sina attribut. Ljudtaket kröns av Kristus med segerfanan. [1]
- På väggen i norra tvärgången där dopfunten är placerad finns ett krucifix som är daterat till 1200-talet. Dopfunten som är av trä tillkom 1953. På norra korväggen hänger ett skåp med en madonnabild från mitten 1300-talet.
- Bänkarna i kyrkorummet som är slutna är till det yttre från kyrkans byggnadstid, medan invändigt är inredningen från 1953. Dörrarna är försedda med nummer och gårdarnas namn, för kvinnor på norra sidan och män på sydsidan. [1]
- Orgelläktaren som bärs upp av fyra par kolonner längs mittgången har en kraftig utkragning. Den är 1765 dekorerad av Magnus Wicander. Bilderna i ramverken föreställer Kristus samt apostlarna.
- I kyrkorummet hänger i övrigt två begravningsvapen ett över altarskåpets givare:Kapen Lars Fixenhielm,Kullebo 1741 samt ett annat över Peder Silfversparre på Salebo 1671. Dessutom ett epitafium över fänrik Samuel Hans Ekelund och ytterligare ett annat epitafium som berättar om kyrkans byggnad och kyrkoherden Jacob Stocke. Vid läktaren hänger en ålderdomlig skildring av Yttersta domen, målad av orgelbyggaren och konstnären Johannes Magnusson, i Nässja Lemnhults socken. [1]
- Bland övriga intressanta inventarier kan nämnas:
- Nattvardskalken från 1400-talet tillhör kyrkans dyrgripar. Paten av förgyllt silver är tillverkad år 1734, vinkannan också den i silver, daterar sig till år 1791.
- Kyrkans äldsta textilier är en svart mässhake av sammet, märkt med årtalet 1789.
- Näshults brudkrona, av förgyllt silver, skänkt 1954 av lottakåren och fru Inez Eksäter. Kronan är tillverkad av guldsmed Agne Allvin och är komponerad med inbyggd, stiliserad lyra. Strängarna på lyran är i topparna försedda med kulturpärlor, symboliserande tro, hopp och kärlek. I kronan har infattats oliviner och äkta bergkristaller.

## Orgel
- Första orgeln byggdes 1744 av Jonas Wistenius, Linköping och har då 9 stämmor.[3]
- År 1863/1864 byggdes en orgel av Johannes Magnusson, Lemnhult. Den har 14 stämmor och fasaden omarbetades.
- 1909 byggdes en orgel av Eskil Lundén, Göteborg med 14 stämmor.
- Kyrkans nuvarande orgel, med två manualer, invigdes år 1983, tillverkad av orgelbyggare Nils-Olof Berg, Nye (Farstorp). Orgeln är mekanisk och fasaden är från 1744 års orgel.

| Huvudverk I     | Svällverk II      | Pedal      | Koppel  |
| Principal 8´ D  | Rörflöjt 8´       | Subbas 16´ | I/P     |
| Öppenflöjt 8´ D | Spetsflöjt 4´     | Pommer 8´  | II/P    |
| Gedackt 8´ B    | Svegel 2´         |            | II/I    |
| Principal 4´    | Ters 1 3/5'       |            | II 4'/P |
| Koppelflöjt 4'  | Kvint 1 1/3'      |            |         |
| Waldflöjt 2'    | Crescendosvällare |            |         |
| Mixtur IV       |                   |            |         |

## Bildgalleri

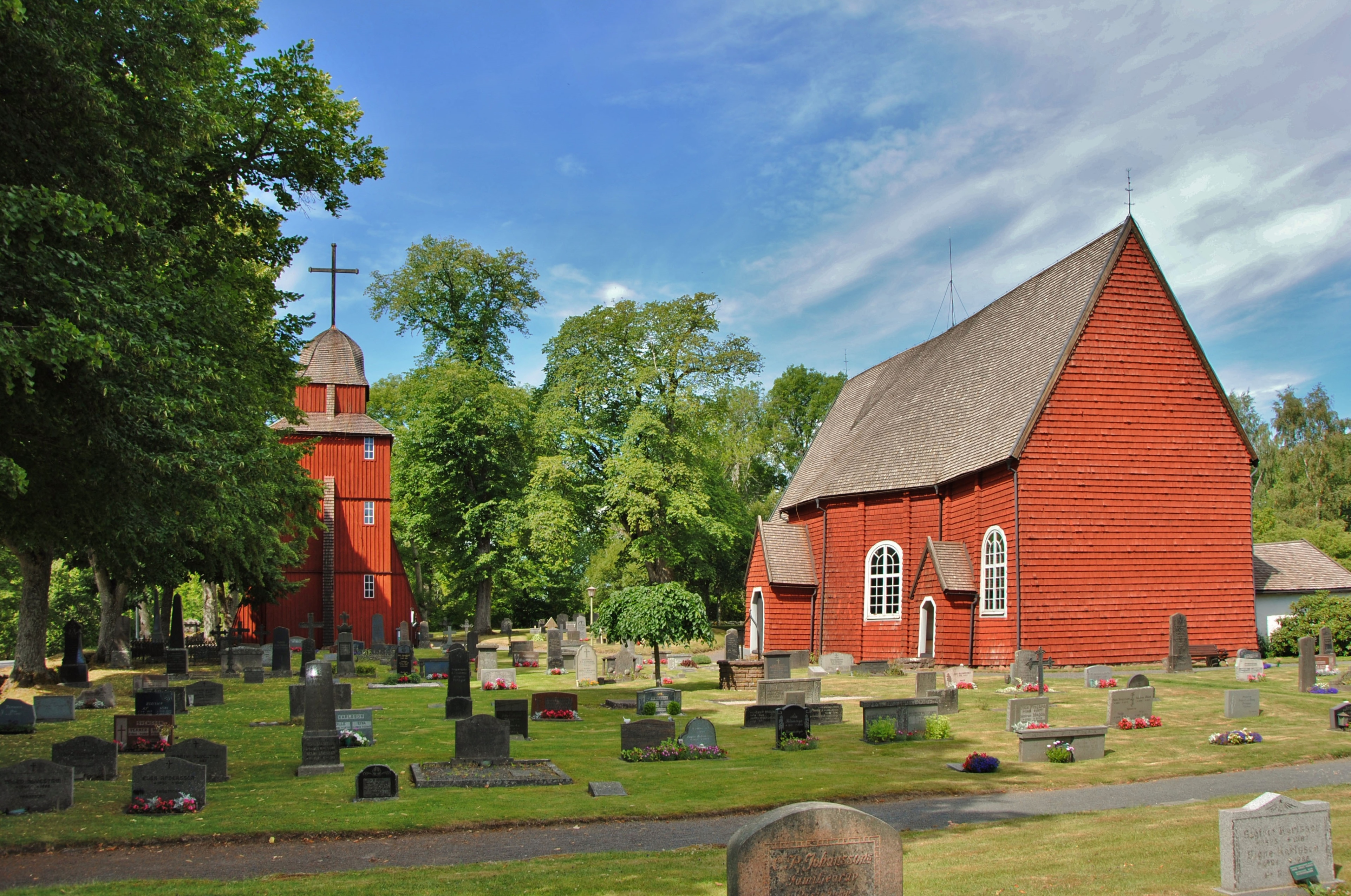
Kyrkan och klockstapeln
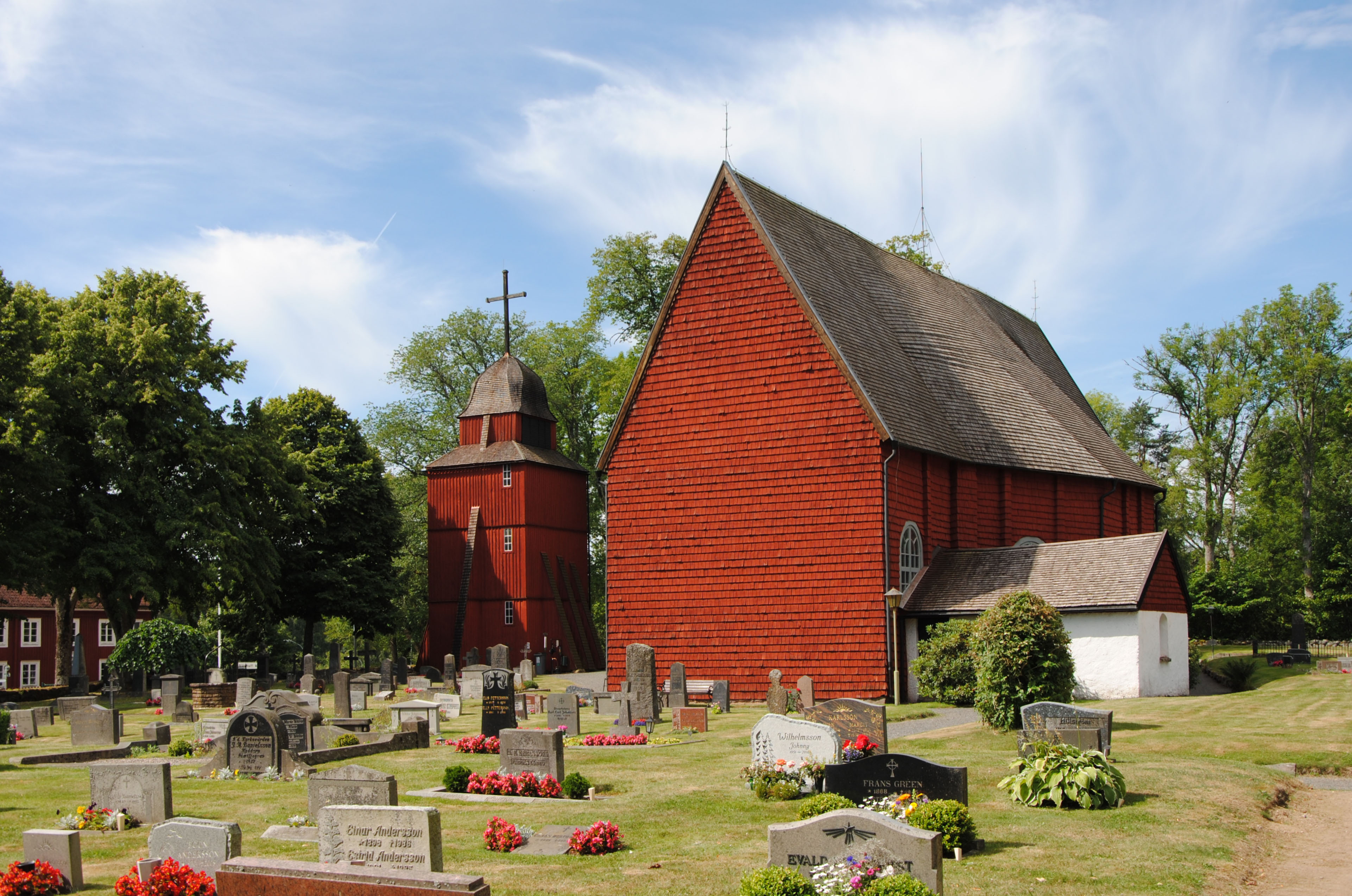
Kyrkan med den medeltida sakristian
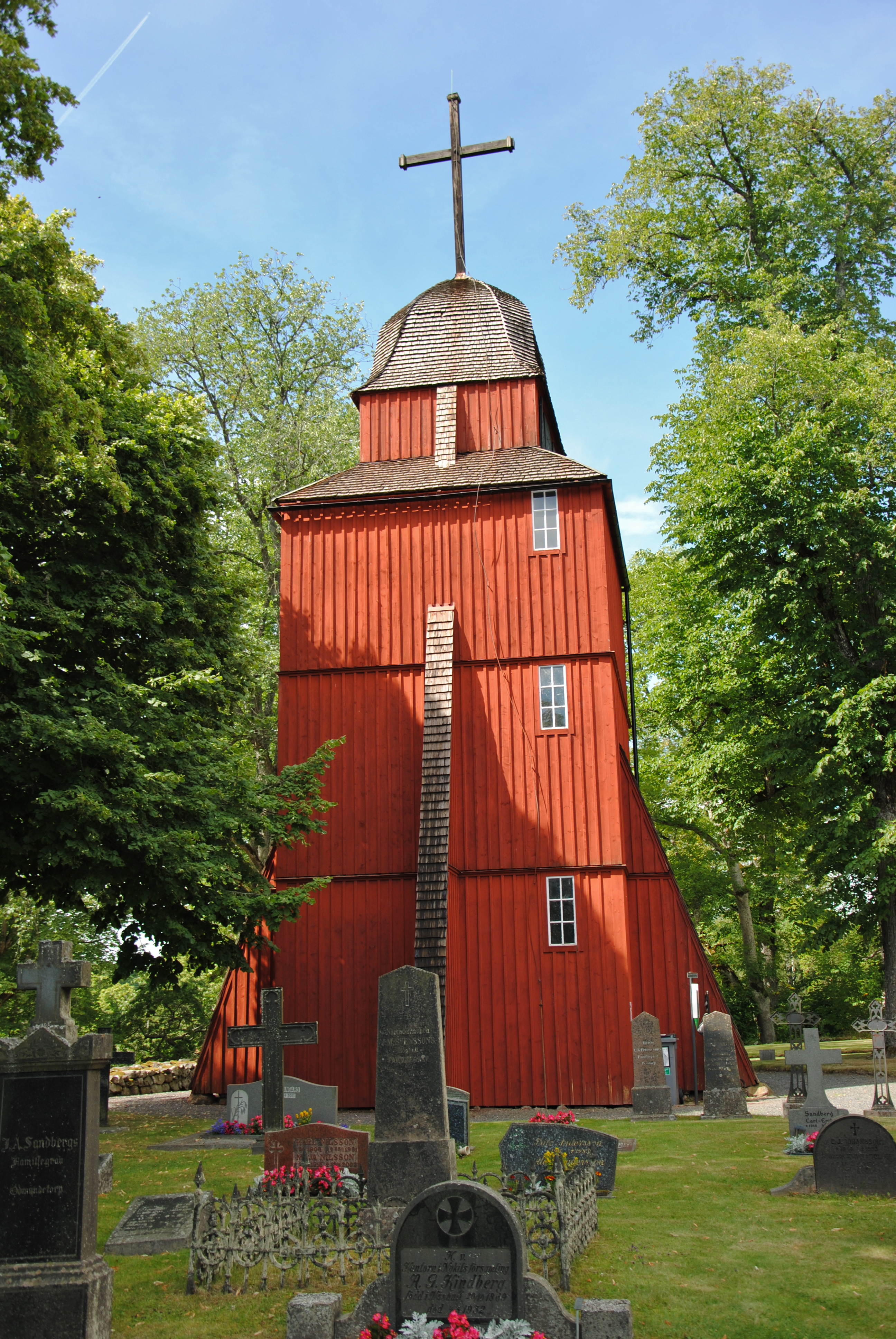
Den täckta klockstapeln
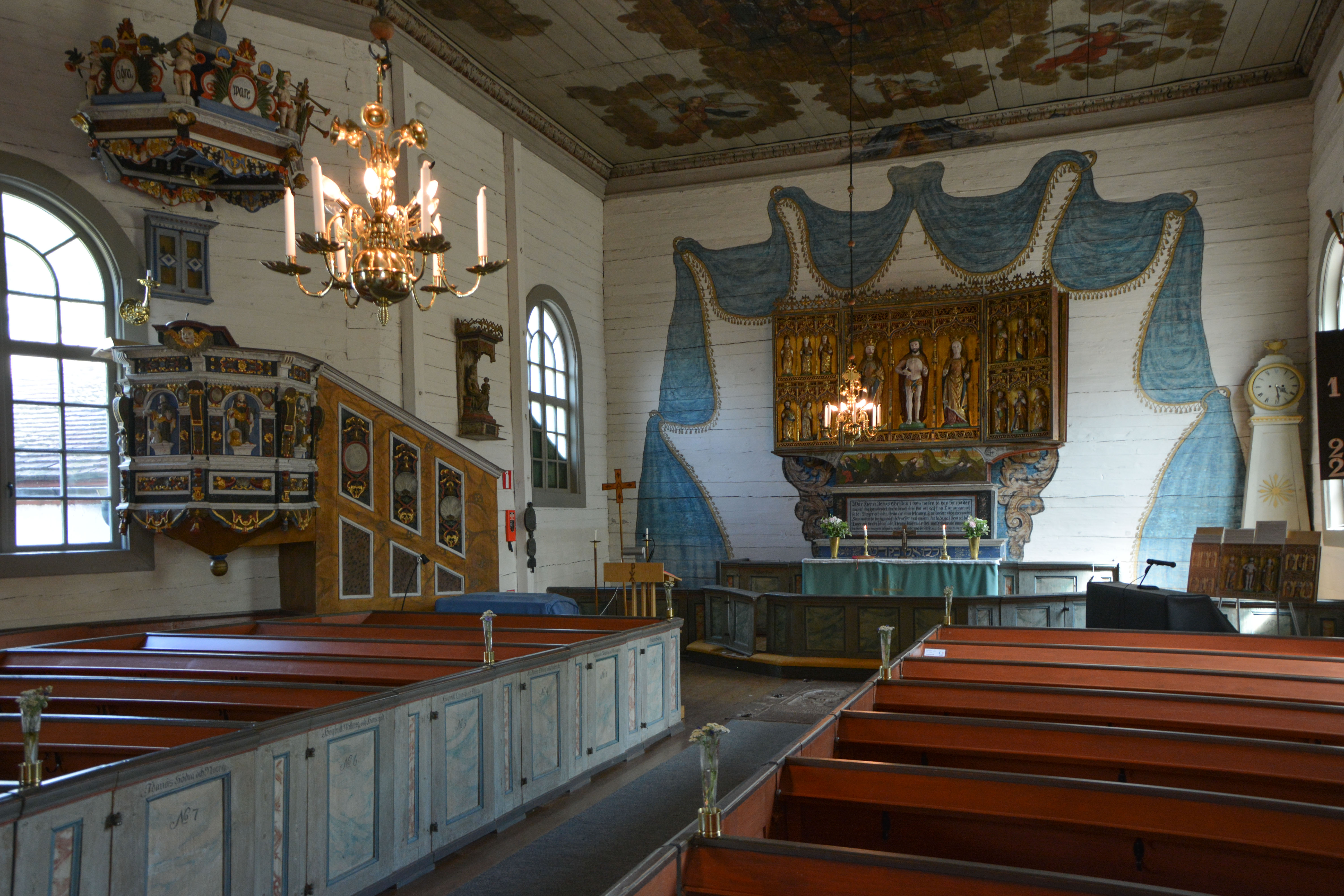
Interiör mot öster
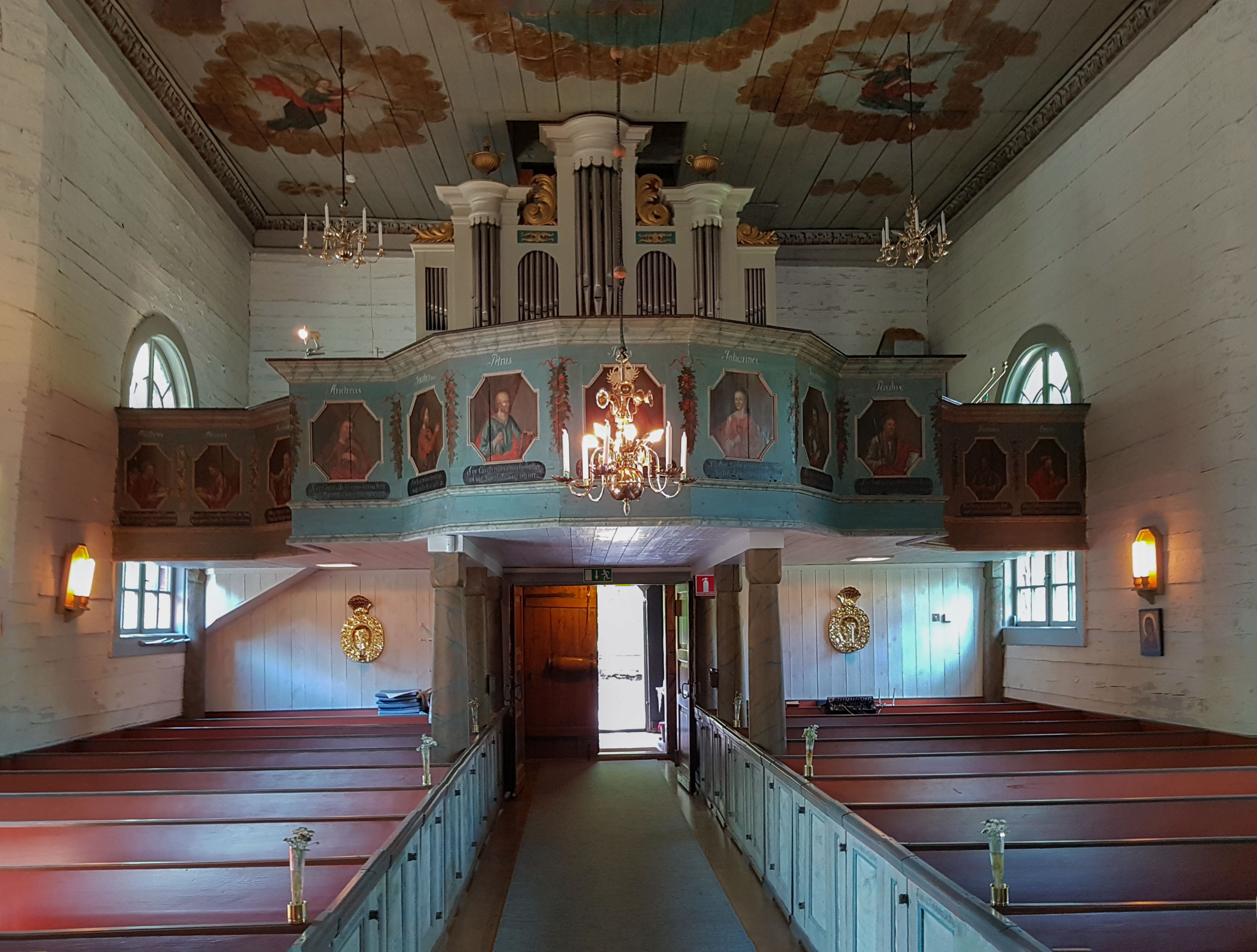
Interiör mot väster
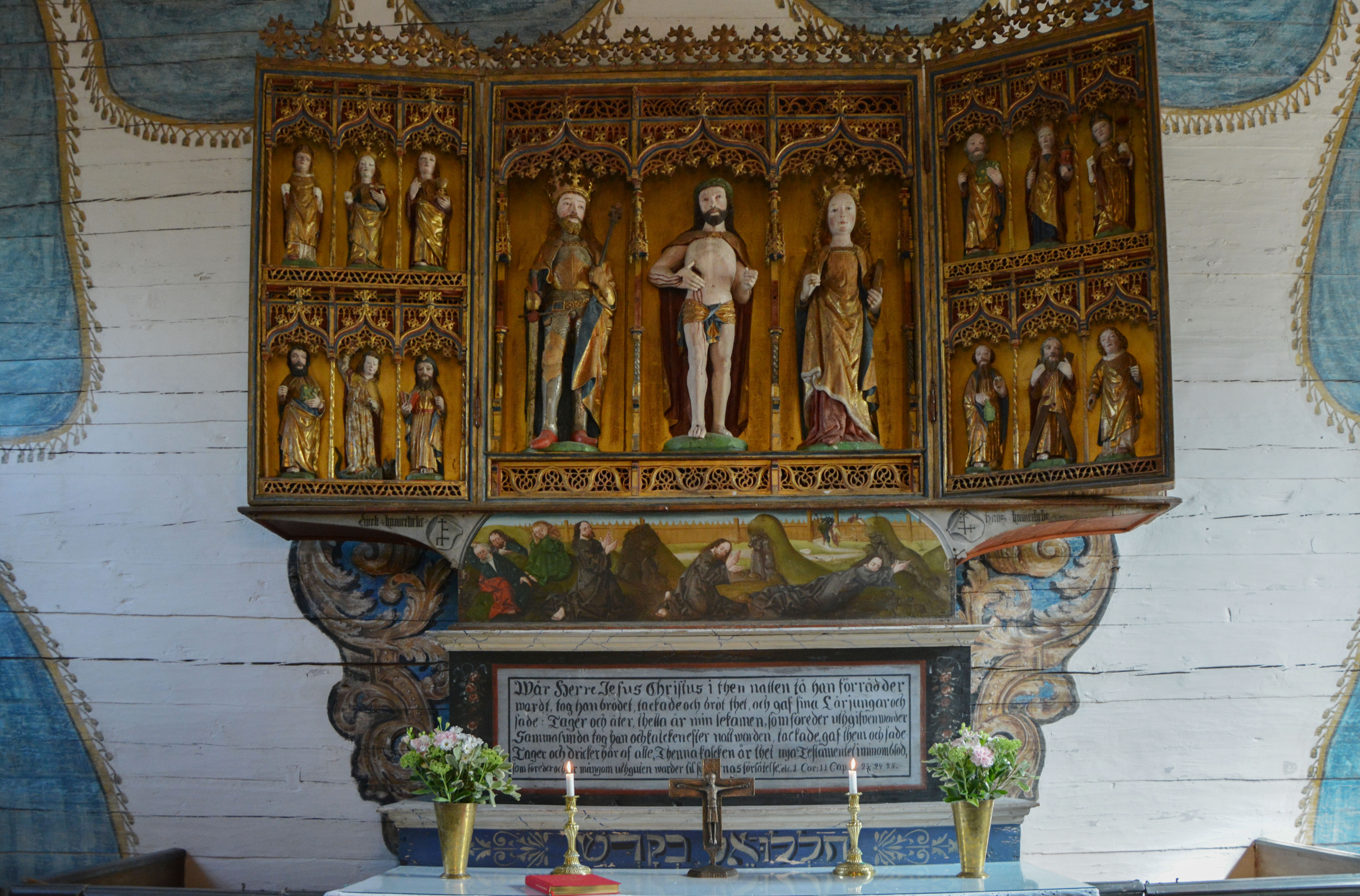
Altarskåpet 1400-talet
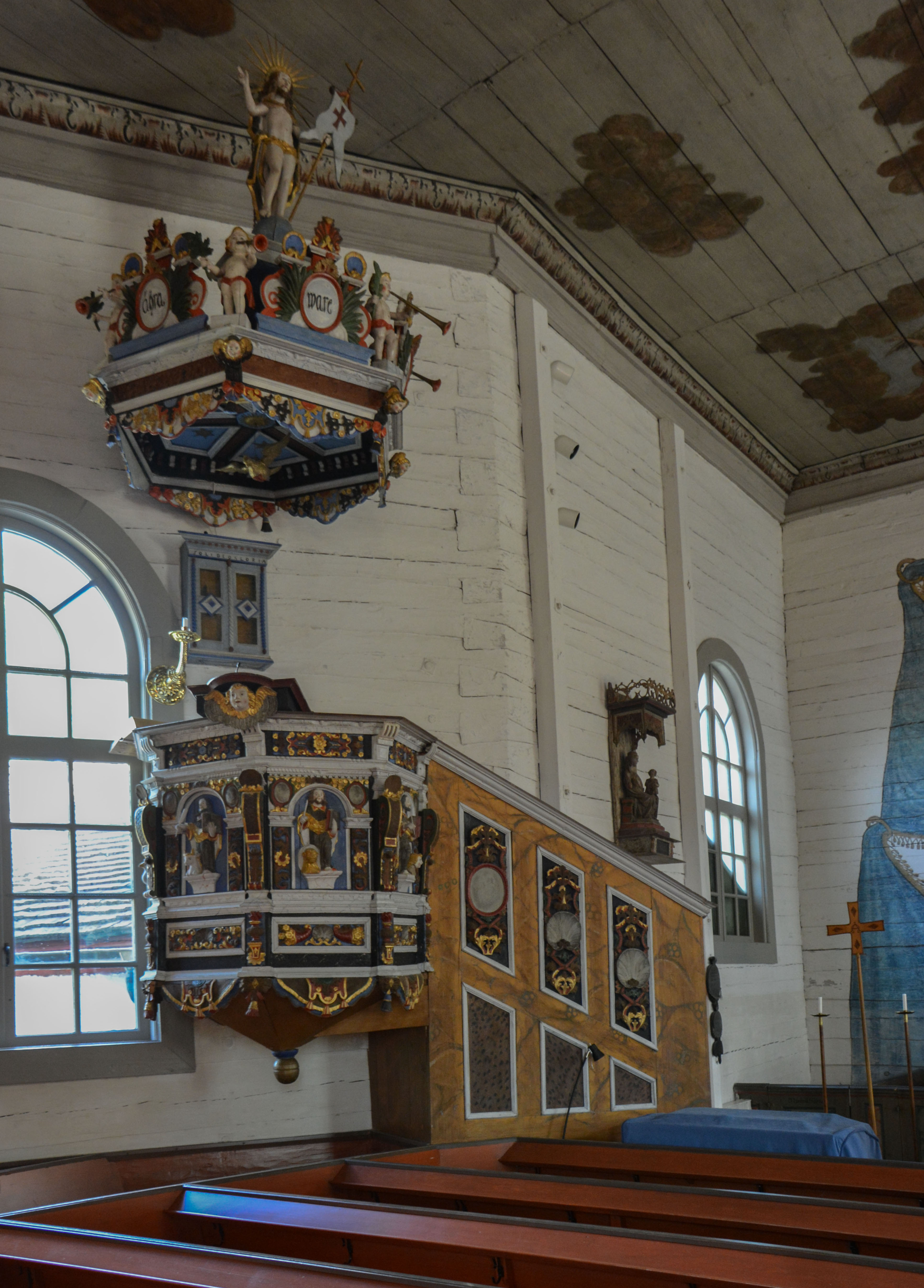
Predikstolen i barock
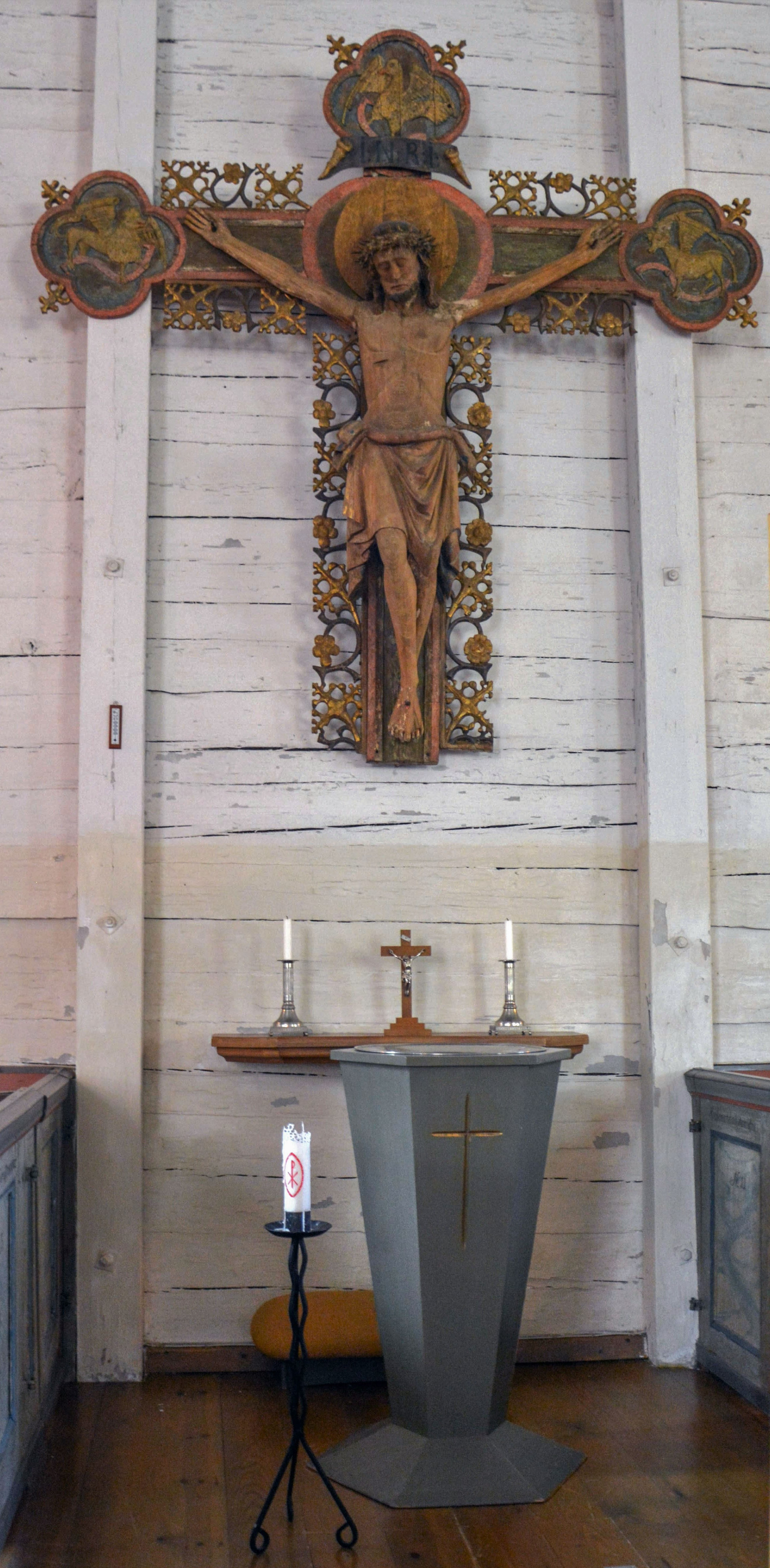
Medeltida krucifix och dopfunten
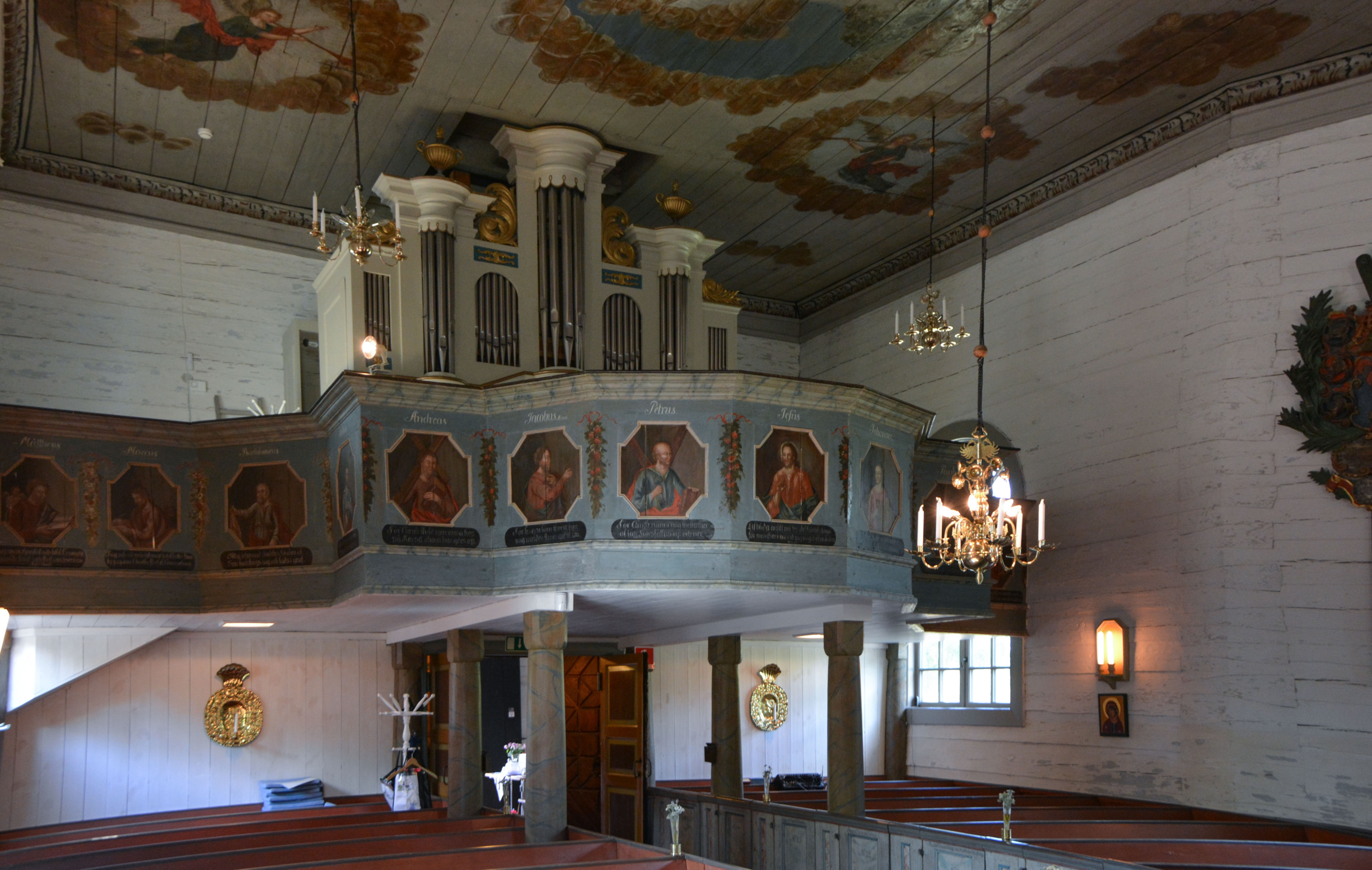
Orgelläktaren
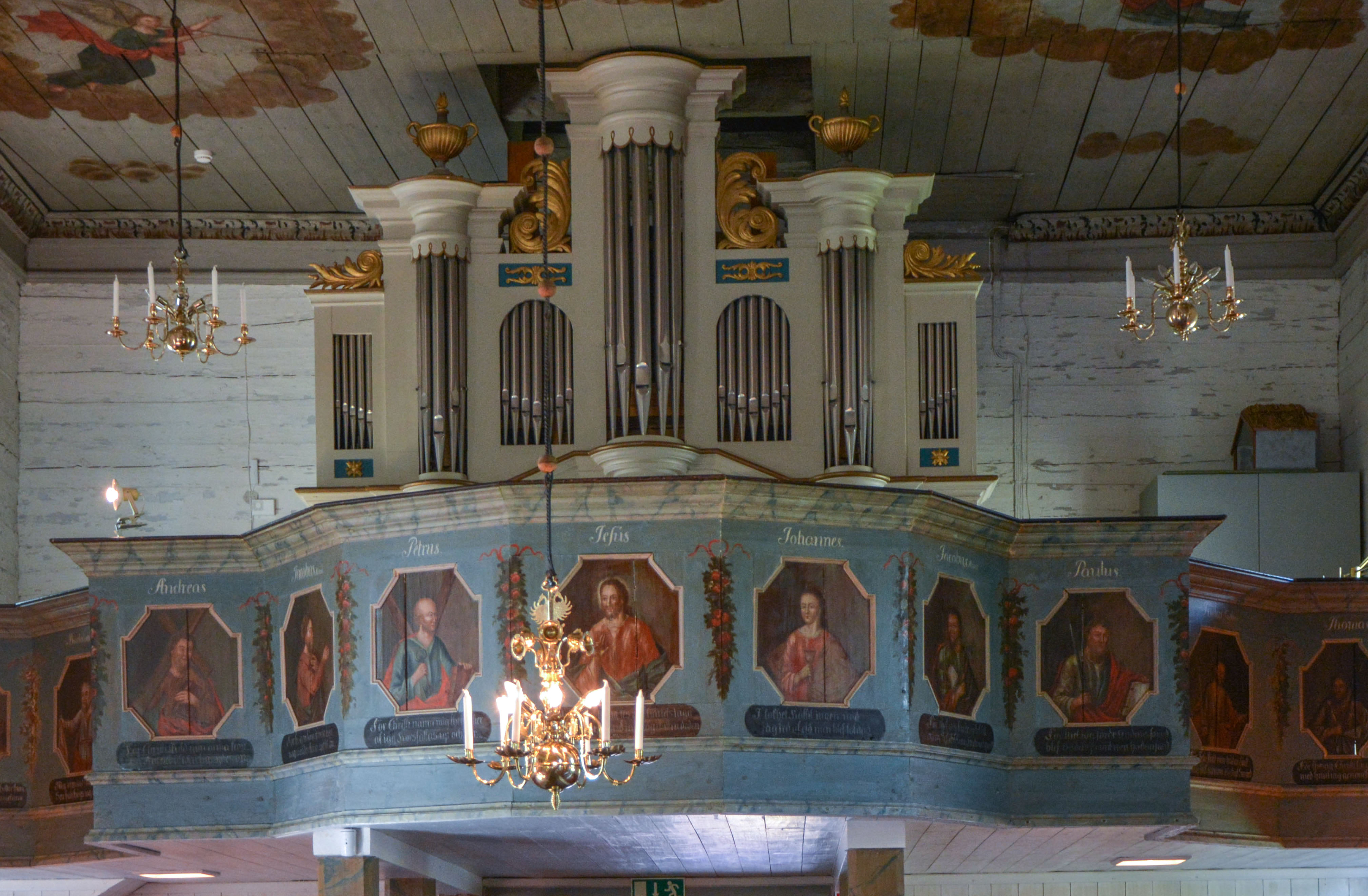
Orgeln
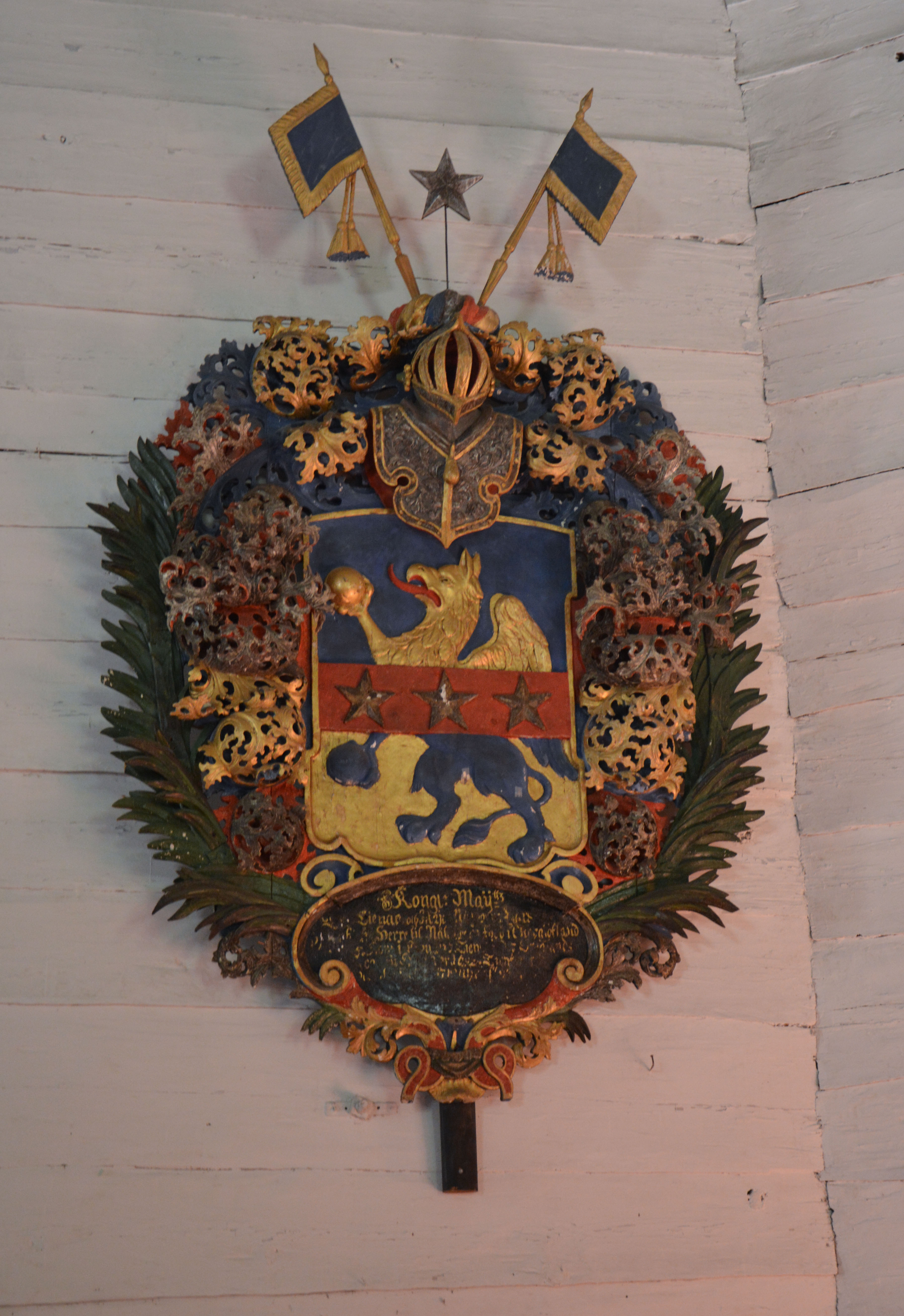
Begravningsvapen
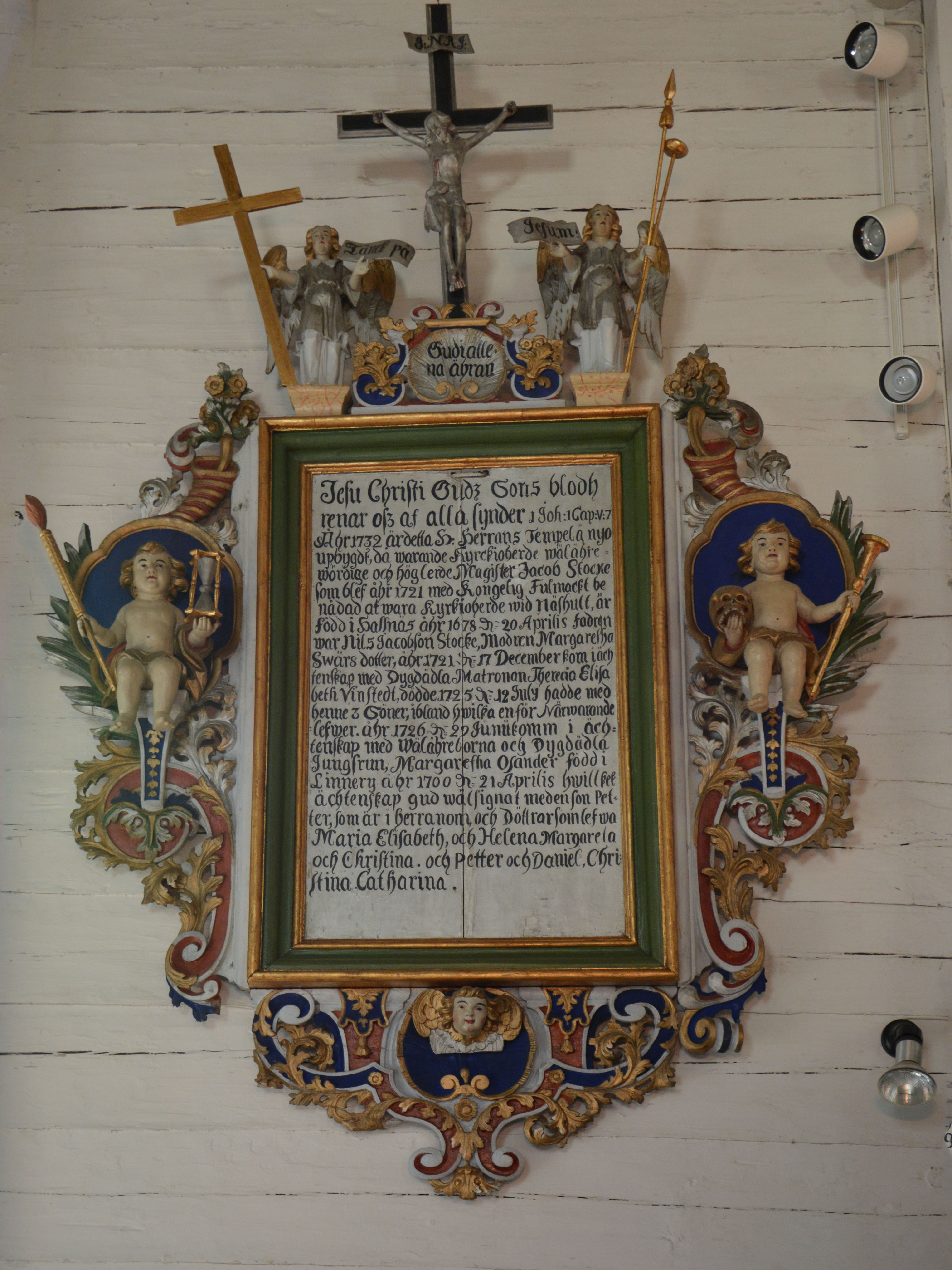
Epitafium